# Саша Ђурашевић
Саша Ђурашевић (Ивањица, 1990) српски je телевизијски, филмски и позоришни глумац.

## Биографија и каријера
Рођен је 1990. године у Ивањици, где је завршио основну школу, а средњу економску у Ариљу. Године 2009. уписао је Факултет савремених уметности у Београду, одсек глума, код професора Небојше Брадића и асистента Андреја Шепетковског. Током студирања остварио је улоге у неколико студентских филмова и имао једну од главних улога у позоришној представи Нушић за почетнике. У родној Ивањици током лета одржавао је глумачке радионице за децу школског узраста.
На Факултету савремених уметности дипломирао је 2013. године у Народном позоришту у Београду са представом Господар Пунтила и његов слуга Мати, по истоименом тексту Бертолта Брехта.
У Београдском драмском позоришту ангажнован је као хонорарни глумац, где је играо у представама Зојкин стан и Кад су цветале тикве, а такође је играо у великом броју представа за децу укључујући Краљ Мргуд, Пинокио, Елза и залеђени Ханс и Побуна играчака. Такође је остварио улоге у вечерњим представама као што су Нушић за почетнике и Госпођица Јулија.
Ђурашевић је први победник у говорењу поезије такмичарског дела фестивала Дани Данила Лазовића 2013. године.
Прву улогу на телевизији остварио је као новинар у једној епизоди серије Српска штампа, а након тога улогу полицајца у краткометражном филму На граници, који је премијерно приказан 2016. године. Улогу српског полицајца остварио је у филму Споразум, објављеном 2016. године. Глумио је штребера у филму Сага о три невина мушкарца, а након тога и полицајца у филму Делиријум тременс. Остварио је улогу ТВ новинара у једној епизоди серије Државни службеник, глумио у серији Делиријум тременс и филму Луда забава у Србији.
Живи и ради у Београду.

## Филмографија
| Год.          | Назив                         | Улога                    |
| ------------- | ----------------------------- | ------------------------ |
| 2010-е        |                               |                          |
| 2014.         | Српска штампа                 | новинар 4                |
| 2016.         | На граници                    | полицајац Горан          |
| 2016.         | Споразум                      | српски полицајац         |
| 2017.         | Сага о три невина мушкарца    | штребер                  |
| 2019.         | Делиријум тременс             | полицајац                |
| 2019.         | Државни службеник             | ТВ новинар               |
| 2018.         | Делиријум тременс (ТВ серија) | полицајац                |
| 2020-е        |                               |                          |
| 2020.         | Луда забава у Србији          | доктор                   |
| 2022.         | Коло среће                    | Силвијин сарадник        |
| 2022.         | Игра судбине                  | Урош Теслић/Милош Теслић |
| 2023 - у току | Закопане тајне                | Ћира Товиловић           |